# Täuffelen
Täuffelen (Frans (verouderd): Choufaille) is een gemeente en plaats in het Zwitserse kanton Bern, en maakt deel uit van het district Seeland.
Täuffelen telt 2.676 inwoners.